# Карвета, Анджей
А́нджей Карве́та (произносится Карвэ́та, пол. Andrzej Karweta; 11 июня 1958, Елень (ныне район города Явожно), Силезское воеводство, Польша — 10 апреля 2010, Смоленск, Россия) — польский адмирал, с 11 ноября 2007 года командующий ВМФ Польши.

## Биография

### Учёба
В 1977 году окончил общеобразовательный лицей имени Станислава Сташица в Хшануве и поступил на командный факультет Высшей военно-морской школы имени Героев Вестерплатте в Гдыни. После пяти лет обучения получил степень магистра-инженера и штурмана с присвоением первого офицерского звания подпоручика.
В 1989 году окончил Высшие курсы подготовки офицеров, в 1992 и 1997 годах учился на оперативно-тактических курсах в Командно-штабном институте при Военно-морской академии.
В 2006 году стал обучаться военной политике на факультете военной стратегии Военной академии в Варшаве, затем был направлен в Королевский колледж военных исследований (Лондон).

### Военная служба
На первую офицерскую должность Анджей Карвета был назначен в 13-м дивизионе тральщиков в Хели, входившем в состав 9-й флотилии береговой обороны имени контр-адмирала Влодзимежа Стэйэра. Сначала был командиром боевой части, а потом заместителем командира тральщика.
В 1986 году стал командиром тральщика ORP «Czapla» проекта 206F. Через три года вступил в командование аналогичным ORP «Mewa» и одновременно руководил тактической группой 13-го дивизиона тральщиков. С 1992 по 1996 год был заместителем командира 13-го дивизиона тральщиков — начальником штаба. Затем в звании командора был командиром этого дивизиона.
Во время военных учений на Балтийском море «US BALTOPS 2000» в 2000 году командовал международной группой противоминных кораблей.
В 2002 году назначен на должность заместителя начальника отдела подводной обороны в Главном командовании НАТО в Атлантическом океане. Одновременно исполнял обязанности представителя Польши в штаб-квартире этой организации в Норфолке. В связи с реорганизацией в 2003 году занял должность представителя по связям Польши с Союзным командованием трансформации в Норфолке (Allied Command Transformation — ACT).
В 2005 году вернулся в Польшу и с 2006 года был заместителем командующего 8-й флотилией береговой обороны имени вице-адмирала Казимежа Порембского в Свиноуйсьце.
3 мая 2007 года назначен заместителем начальника штаба ВМФ Польши в Гдыни с присвоением воинского звания контр-адмирала.
8 ноября 2007 года президент Польши Лех Качиньский присвоил Анджею Карвете звание вице-адмирала, а 11 ноября того же года назначил на должность командующего Военно-морским флотом Польши.

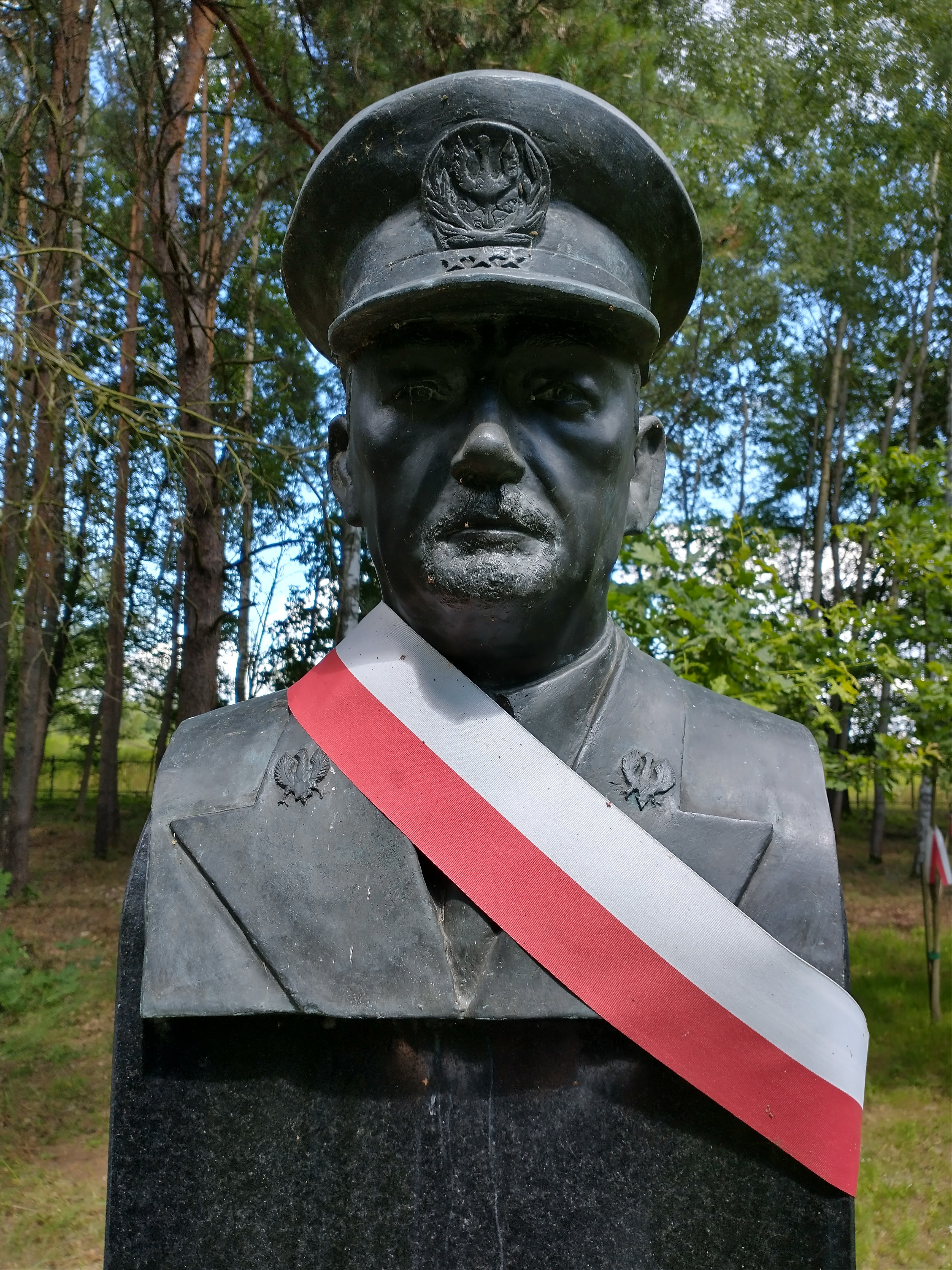
Памятник Анджею Карвете в Оссуве

Погиб 10 апреля 2010 года в авиакатастрофе президентского самолёта в Смоленске.
15 апреля 2010 года посмертно присвоено воинское звание адмирала.
26 апреля 2010 года с воинскими почестями похоронен в кашубском селе Банино гмины Жуково Поморского воеводства.

## Личная жизнь
Был женат на Марии Йоланте. У него остались трое взрослых детей (две дочери и сын). Увлекался историей и судомоделизмом. Занимался велосипедным и пешим туризмом.

## Звания
- Подпоручик ВМС — 1982
- Командор — 1996
- Контр-адмирал — 2007
- Вице-адмирал — 2007
- Адмирал — 2010 (посмертно)

## Награды
- Командорский крест Ордена Возрождения Польши (2010, посмертно)[6]
- Серебряный Крест Заслуги
- Бронзовый Крест Заслуги
- Золотая медаль «Вооружённые силы на службе Родине»
- Золотая медаль «За заслуги в обеспечении обороноспособности страны»
- Медаль «Pro Memoria»
- Великий офицер ордена Заслуг (Португалия, 1 сентября 2008 года)[7]